# Norrsveden
Norrsveden är en by i Hedesunda socken, Gävle kommun. Byn som ingår i ett större byområde kallat Vinnersjö nära gränsen till Österfärnebo socken. Byn är känd i skriftliga handlingar sedan år 1691 enligt Hedesunda släktbok.